# Norra Sandby landskommun
Norra Sandby landskommun var en tidigare kommun i dåvarande Kristianstads län.

## Administrativ historik
Kommunen bildades i Sandby socken i Västra Göinge härad i Skåne när 1862 års kommunalförordningar trädde i kraft. Namnet var före 17 april 1885 Sandby landskommun.
Vid kommunreformen 1952 uppgick kommunen i Stoby landskommun som 1971 uppgick i Hässleholms kommun.